# زانکت وایت ایم مولکرایس
زانکت وایت ایم مولکرایس (به آلمانی: Sankt Veit im Mühlkreis) یک منطقهٔ مسکونی در اتریش است که در ناحیه رورباخ واقع شده‌است. زانکت وایت ایم مولکرایس ۱۶ کیلومتر مربع مساحت دارد ۶۸۶ متر بالاتر از سطح دریا واقع شده‌است.

## خواهرخوانده
شهر سن ویتو رومانو خواهرخواندهٔ زانکت وایت ایم مولکرایس هست.